# Patrik Brandner
Patrik Brandner (* 4. leden 1994 Drozdov[nepřesný odkaz]) je český profesionální fotbalista, který hraje na pozici útočníka či křídelníka za český klub FC Zlín. Je také bývalým českým mládežnickým reprezentantem.

## Klubová kariéra

### Mládežnické roky
Brandner je odchovancem Příbrami.

### 1. FK Příbram

#### Sezóna 2013/14
Do zápasů prvního týmu Příbrami hrajícího nejvyšší českou soutěž poprvé nastoupil v sezóně 2013/14. Premiéru si odbyl v létě 2013 v utkání proti Mladé Boleslavi. Celkem v první sezóně nastoupil do 5 ligových a dvou pohárových zápasů, ve kterých branku nevstřelil.

#### Sezóna 2014/15
V následující sezóně ale do žádného z prvoligových zápasů nezasáhl, pouze ve třech případech seděl na lavičce náhradníků.

#### Sezóna 2015/16
Lepší už o bylo v ročníku 2015/16, kdy se Brandner zapojil do 15 prvoligových utkání. Svou první ligovou branku vstřelil v jarním utkání proti pražské Slavii.
Nastoupil také do zápasů MOL Cupu, a to nejen do dvou utkání v dresu Příbrami, ale vypomohl také v jednom střetnutí třetiligovému Královu Dvoru, který Příbrami sloužil jako farma.

#### Sezóna 2016/17
Ještě podzimní část sezóny 2016/17 odehrál Brandner v dresu Příbrami. Stihl odehrát 13 ligových utkání, ve kterých se třikrát střelecky prosadil.

### FK Dukla Praha

#### Sezóna 2016/17
Do pražské Dukly taktéž hrající nejvyšší soutěž přestoupil Brandner v lednu 2017. V jarní části soutěže za Duklu nastoupil do 6 ligových utkání, střelecky se neprosadil.

#### Sezóna 2017/18
V následující sezóně už si Brandner získal stabilnější místo v sestavě a celkem nastoupil do 22 ligových utkání, ve kterých vstřelil jednu branku.

#### Sezóna 2018/19
Podzimní část další sezóny odehrál Brandner ještě v dresu Dukly. Odehrál 16 ligových utkání bez vstřelené branky, nastoupil také do třech zápasů MOL Cupu, ve kterých se jednou střelecky prosadil.

### SK Dynamo České Budějovice

#### Sezóna 2018/19
V únoru 2019 přestoupil Brandner do druholigových Českých Budějovic, kterým měl pomoci s postupem do vyšší soutěže. V jarní části sezóny nastoupil do 13 zápasů, v nichž vstřelil 2 branky a s týmem mohl na konci sezóny opravdu slavit postup do 1. ligy.

#### Sezóna 2019/20
V první prvoligové sezóně v dresu Českých Budějovic si Brandner našel stabilní místo v základní sestavě, když nastoupil celkově do 28 ligových a třech pohárových utkání, ve kterých vstřelil celkem 6 branek. V závěru sezóny si s týmem zahrál i kvalifikační utkání o účast v evropských pohárech.

#### Sezóna 2020/21
Pravidelné vytížení pokračovalo i v další fotbalové sezóně. K 6. únoru 2021 nastoupil Brandner k 18 ligovým utkáním, ve kterých vstřelil 5 branek.

### 1. FC Slovácko
V létě 2022 přestoupil Brandner do Slovácka. Zde hrál až do roku 2024

### Návrat do Dynama
15.2. 2024 Budějovice oznámili návrat Brandnera zpět do Dynama. Po sezoně mu však nebyla prodloužena smlouva.

### FC Zlín
Po odchodě z Budějovic podepsal s druholigovým Zlínem.

## Reprezentační kariéra
Nastoupil celkově do 2 mezistátních utkání v dresu České republiky v mládežnické věkové kategorii do 20 let, branku nevstřelil.

## Klubové statistiky
- aktuální k 6. únor 2021

| Tým                        | Sezona            | Liga   | Liga   | Pohár  | Pohár  | Evropské poháry | Evropské poháry |
| Tým                        | Sezona            | Zápasy | Branky | Zápasy | Branky | Zápasy          | Branky          |
| -------------------------- | ----------------- | ------ | ------ | ------ | ------ | --------------- | --------------- |
| 1. FK Příbram              | 2013/14           | 5      | 0      | 2      | 0      | -               | -               |
| 1. FK Příbram              | 2014/15           | 0      | 0      | -      | -      | -               | -               |
| 1. FK Příbram              | 2015/16           | 15     | 1      | 2      | 0      | -               | -               |
| 1. FK Příbram              | 2016/17           | 13     | 3      | 0      | 0      | -               | -               |
| FK Králův Dvůr             | 2015/16 (3. liga) | -      | -      | 1      | 0      | -               | -               |
| FK Dukla Praha             | 2016/17           | 6      | 0      | -      | -      | -               | -               |
| FK Dukla Praha             | 2017/18           | 22     | 1      | 0      | 0      | -               | -               |
| FK Dukla Praha             | 2018/19           | 16     | 0      | 3      | 1      | -               | -               |
| SK Dynamo České Budějovice | 2018/19 (2. liga) | 13     | 2      | -      | -      | -               | -               |
| SK Dynamo České Budějovice | 2019/20           | 28     | 5      | 3      | 1      | -               | -               |
| SK Dynamo České Budějovice | 2020/21           | 18     | 5      | -      | -      | -               | -               |
| Celkem                     | Celkem            | 136    | 17     | 11     | 2      | -               | -               |

## Úspěchy
- postup do nejvyšší české fotbalové ligy 2018/19